# Ronald Eguino
Ronald Eguino Segovia (ur. 20 lutego 1988 w Cochabamba) – boliwijski piłkarz występujący na pozycji obrońcy w boliwijskim klubie Bolívar oraz w reprezentacji Boliwii. Znalazł się w kadrze na Copa América 2015.